# Impatiens nguruensis
Impatiens nguruensis är en balsaminväxtart som beskrevs av Pócs. Impatiens nguruensis ingår i släktet balsaminer, och familjen balsaminväxter. Inga underarter finns listade i Catalogue of Life.